# Mitch Godden
Mitch Godden, właśc. Mitchel Stuart Godden (ur. 13 lutego 1975 w Pembury) – brytyjski żużlowiec, występujący na długim torze, na trawie i w sidecarach.

## Życiorys

### Kariera sportowa
Trzykrotny medalista drużynowych mistrzostw świata na długim torze: srebrny (2007) oraz dwukrotnie brązowy (2008, 2011). Uczestnik finałów indywidualnych mistrzostw świata na długim torze oraz indywidualnych mistrzostw Europy na torze trawiastym. Dwukrotny medalista mistrzostw Europy sidecarów na torze trawiastym: 
srebrny (2018) oraz brązowy (2019). Trzykrotny medalista mistrzostw Wielkiej Brytanii sidecarów na torze trawiastym: dwukrotnie srebrny (2016, 2017) oraz brązowy (2018).

### Życie prywatne
Syn Dona Goddena i ojciec Camerona Goddena, również żużlowców.